# Oreské, Skalica
Oreské este o comună slovacă, aflată în districtul Skalica din regiunea Trnava. Localitatea se află la altitudinea de 244 m deasupra n.m., se întinde pe o suprafață de 3,73 km2 și în 2017 număra 390 de locuitori.

## Istoric
Localitatea Oreské este atestată documentar din 1392.

## Demografie
| An:                | 1994 | 2004   | 2014   | 2024   |
| ------------------ | ---- | ------ | ------ | ------ |
| Număr de persoane: | 334  | 348    | 379    | 387    |
| Diferență:         |      | +4,19% | +8,90% | +2,11% |

| An:                | 2023 | 2024   |
| ------------------ | ---- | ------ |
| Număr de persoane: | 393  | 387    |
| Diferență:         |      | −1,52% |